# Мотырева, Екатерина Евгеньевна
Мотырева Екатерина Евгеньевна (род. 30 октября 1991 года в Караганде, Казахская ССР, СССР) — казахстанская фигуристка, выступавшая в одиночном разряде, актриса. Бронзовая медалистка Чемпионата Казахстана по фигурному катанию 2005 и 2006 годов, кандидат в мастера спорта.

## Биография
Мать — Мотырева (Пермякова) Лариса Николаевна, отец — Мотырев Евгений Николаевич. Родилась в Караганде. В сентябре 1998 года поступила в гимназию № 97, которую окончила в 2006 году в связи с переездом в Тулу, где поступила в лицей № 2. В 2008 году переехала в Москву, где поступила в Московский авиационный институт (национальный исследовательский университет)), на факультет № 5 и Институт иностранных языков МАИ. Оба факультета окончила с отличием в 2013 году. Снялась в фильме «Жизнь Ми» (2013).